# Basisperma lanceolata
Basisperma lanceolata là một loài thực vật có hoa trong Họ Đào kim nương. Loài này được C.T.White mô tả khoa học đầu tiên năm 1942.